# Heinrich Kreutz
Heinrich Carl Friedrich Kreutz (ngày 8 tháng 9 năm 1854 – ngày 13 tháng 7 năm 1907) là một nhà thiên văn học Đức, nổi tiếng vì các nghiên cứu về quỹ đạo của một số sao chổi Sungrazing. Nhóm này được biết với tên Kreutz Sungrazers.

## Sách
- Obituary - 1907, Publications of the Astronomical Society of the Pacific, v. 19, p. 248